# 拉尔夫·汉施
拉尔夫·汉施（英語：Ralph Hansch，1924年5月20日—2008年2月29日），加拿大男子冰球运动员，场上位置是守门员。他曾代表加拿大参加1952年冬季奥林匹克运动会冰球比赛，获得一枚金牌。